# Ацтекські кодекси

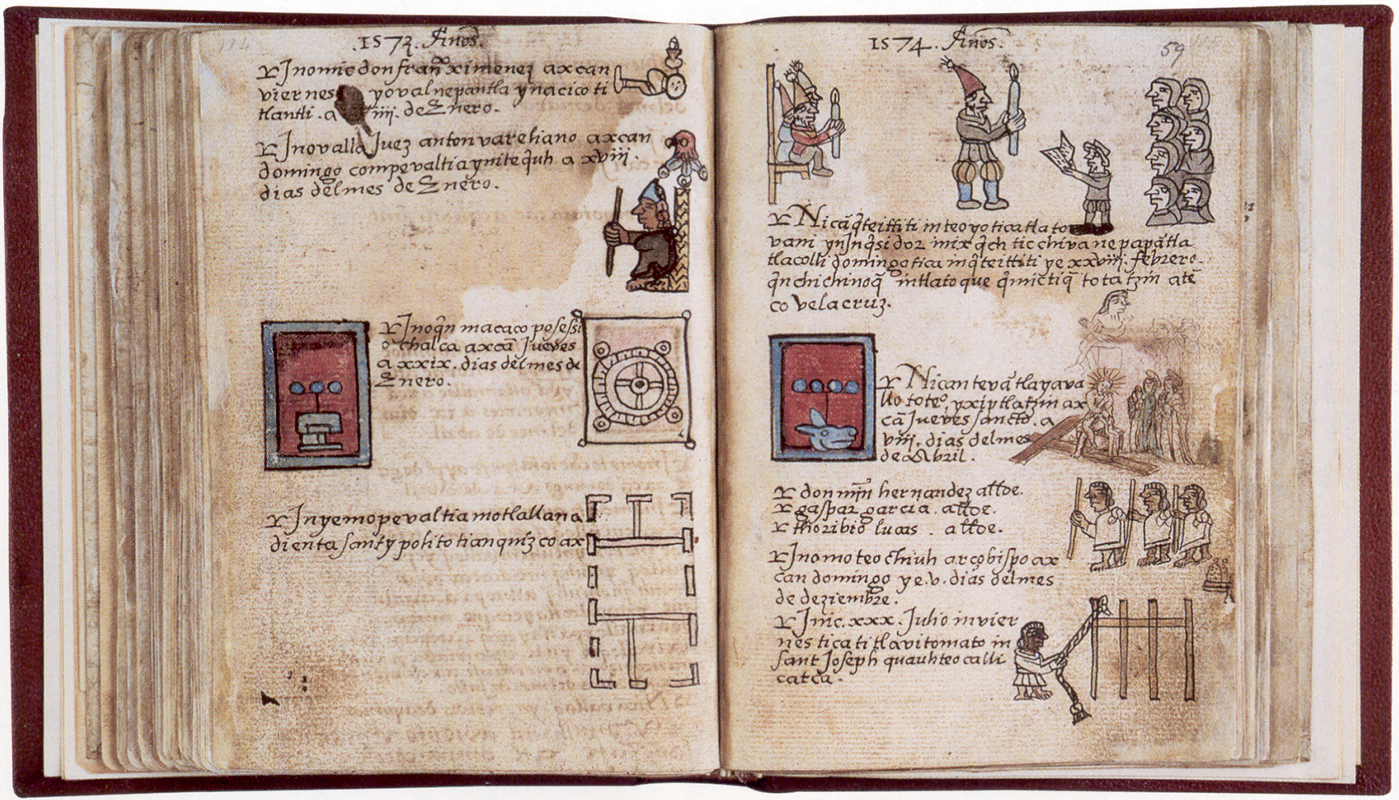
Кодекс Обена

Ацтекські кодекси (Mēxihcatl āmoxtli) — середньовічні рукописи з піктографічними письменами ацтеків та коментарями іспанською мовою. Переважну більшість створено після занепаду Ацтекської імперії — у XVI—XVII ст. Найвідомішими колекціонерами кодексів були Лоренцо Ботуріні, Жозеф Обен і Євген Гупіль.

## Історія
Кодексами (ацтекською amoxtli, множина — amoxtin) вчені зазвичай називають різні рукописи, створені ацтеками або іспанцями в ацтекському стилі. Час появи перших рукописів в ацтеків достеменно невідомий. Відомо, що вони існували з XIII ст. На думку дослідників, традицію їх створення ацтеки перейняли у тепанеків та сапотеків чи майя. Під час володарювання великого тлатоані Іцкоатля за пропозицією чіуакоатля Тлакаелеля усі давні ацтекські рукописи були знищені. Створенням нових кодексів зайнявся сам Тлакаелель.
Управління Теночтітланом і провінціями імперії потребувало значної кількості документів, циркулювали розпорядження і звіти між столицею та іншими містами. Ацтеки були знайомі з бюрократизмом і офіційним листуванням. Клани вели земельні реєстри, і, коли Ернан Кортес увійшов до Теночтітлана, він виявив в архіві тлатоані мапу, яка показувала всі ріки і затоки протягом 400 миль уздовж північного узбережжя. Кожен храм мав бібліотеку релігійних та астрологічних манускриптів-кодексів, у той час як великі господарства, як у Монтесуми II, за свідченням іспанців рукописів було так багато, що вони заповнювали увесь будинок.
В ацтеків були писарі для кожної галузі знань. Перші займалися хроніками, записуючи в строгому порядку все, що відбувалося кожного року, вказуючи день, місяць і годину. Інші відали генеалогією, записуючи родовід правителів і знатних людей, реєструючи новонароджених та викреслюючи померлих. Деякі малювали кордон і прикордонні знаки міст, провінцій і сіл, а також розподіл земель, вказуючи, кому вони належать. Ще одні писарі вели книги законів, інші описували обряди та церемонії. Жерці записували все, що стосувалося храмів з їхніми доктринами, описували святкування на честь їх богів, а також календарі.
Більшість ацтекських кодексів було знищено у 1520-1530-х роках за наказом Хуана де Сумарраги, єпископа Мехіко. Суто ацтекських кодексів фактично не збереглося через діяльність Себастьяна де Фуенлеаля й Бернардіно де Саагуна.

## Опис
Кожен кодекс складався зі смуги довжиною близько 12 метрів (найбільший становить 13,55 м) і заввишки близько 20 см, виготовленої з ацтекського паперу — аматля, європейського паперу, волокон агави або оленячої шкури і складеної зигзагом, наче сучасна карта. Кінці смуги приклеювалися до тонких дерев'яних пластинок, що слугували обкладинками і прикрашалися малюнками або бірюзовими дисками. Обидві сторони смуги були вкриті письменами і малюнками, а окремі сторінки були розділені на секції червоними і чорними лініями. Кожна сторінка зазвичай читалася зверху вниз, хоча в деяких кодексах розташування тексту зигзагоподібне або навіть йде поперек сторінки. Кодекс ацтеки переглядали зліва направо. Окремі кодекси написані з обох сторін.
Перегортання сторінок по-європейськи попросту не мало ніякого сенсу, як, втім, і згортання рулонів, оскільки рукописи читалися не «посторінково», а «пороздільно». Зміст книги складався з окремих тематичних розділів, які в просторовому плані охоплювали лише кілька сторінок. Крім того, розкривши книгу, видно, що кожна сторінка горизонтально мовби поділена на частини — «параграфи». Параграф легко впізнати по розташованому на його початку вертикальному стовпцю знаків днів і невеликому малюнку у супроводі ієрогліфічного тексту. Подібні книжки скидалися на витвори мистецтва.
Частина кодексів написані лише чорною фарбою, деякі — зі застосуванням червоної та чорної, інші — чорної, зеленої, жовтої, червоної, білої.

## Мова
Написані піктографічними письменами ацтеків, іспанською мовою, мовою науатль латинськими буквами.

## Характеристика
Ці кодекси є важливим джерелом всього, що стосується давньої Центральної Мексики. Вони охоплюють знання з історії, географії, економіки, податків, торгівлі, суспільних та земельних відносин, мистецтва, будівництва, іригації, календаря, міфології, філософії.
Найзначущими є Кодекс Мендоса, Кодекс Теллеріано-Ременсіс, Флорентійський кодекс, Кодекс Товар, Кодекс Чимальпопока, Кодекс Мальябекіано, Libellus de medicinalibus indorum herbis, Аннали Тлателолько.
Існуються дві групи кодексів-рукописів: Група Борджіа (їх поєднує наявність календарів та інформації щодо віщувань) — (Кодекс Борджіа, Кодекс Порфіріо Діас, Кодекс Коспі, Кодекс Фейєрварі-Майєр, Кодекс Лод, Ватиканський кодекс Б); Група Мальябекіано — (Кодекс Мальябекіано, Кодекс Тудела, Кодекс Вейтія, Кодекс Іштлільшочитль). Інколи Кодекс Селден відносять до першої групи, проте більшість дослідників вважають його частиною міштекських кодексів.
Інші кодекси: Кодекс Ботуріні, Кодекс Ацкатітлан, Бурбонський кодекс, Ватиканський кодекс A (3738), Кодекс Коскатцін, Карта Куаутінчана, Кодекс Обен, Кодекс Осуна, Кодекс Уешоцінко, Кодекс Шолотль.